# 松平親貞 (能見松平家)
松平 親貞（まつだいら ちかさだ）は、豊後杵築藩の第6代藩主。能見松平家12代。

## 略伝
第5代藩主・松平親盈の長男。明和4年（1767年）8月14日、父の隠居により家督を継いだ。大坂加番役を務めた。明和9年（1772年）の明和の大火により江戸屋敷が全焼し、その再建の費用により藩の財政は更に窮乏した。天明3年（1783年）、親貞と改名した。天明5年（1785年）5月23日、病を理由に弟で養嗣子の親賢に家督を譲って隠居し、寛政12年（1800年）7月29日に50歳で死去した。